# Митинг гласности
Митинг гласности — митинг, проведённый диссидентами и сочувствующими 5 декабря 1965 года на Пушкинской площади в Москве. Стал первой самодеятельной политической демонстрацией в СССР с конца 1920-х годов.

## Организаторы и ход митинга
Митинг был организован математиком Александром Есениным-Вольпиным, физиком Валерием Никольским (1938—1978), художником Юрием Титовым и его женой Еленой Строевой. В нём участвовали также другие диссиденты (в частности, Юрий Галансков, Владимир Буковский, Олег Воробьев), студенты, литераторы.
5 декабря было выбрано не случайно — в СССР отмечался День Конституции СССР. Основным лозунгом митинга было требование гласности предстоящего суда над арестованными незадолго до этого писателями Андреем Синявским и Юлием Даниэлем. Митингующие также держали плакаты с призывом «Уважайте Советскую Конституцию». На митинге раздавалось в качестве листовки составленное Есениным-Вольпиным «Гражданское обращение», до этого распространявшееся организаторами митинга и сочувствующими.
На площадь вышло около 200 человек. Через несколько минут митинг был разогнан сотрудниками КГБ, примерно 20 человек было задержано (Александр Есенин-Вольпин, Юрий Галансков, Аполлон Шухт и др.). Их допрос продолжался два часа, впоследствии участники были отпущены.
По его собственным воспоминаниям, на митинге присутствовал писатель, бывший заключённый ГУЛАГа Варлам Шаламов. Он не присоединился к основной группе и стоял в отдалении, поэтому ему удалось уйти незамеченным.

## Последствия митинга
Некоторых участников митинга (Александр Дранов, Олег Воробьёв) исключили из институтов, остальных прорабатывали на партсобраниях и в комсомольских ячейках.
Через год состоялся митинг в память о «митинге гласности», демонстранты продолжали собираться у памятника Пушкину вплоть до перенесения Дня Конституции на 7 октября в 1977 году.
В 1995 году обществом «Мемориал» был выпущен сборник воспоминаний участников митинга. Также о митинге 5 декабря 1965 года рассказывается в документальном фильме «Они выбирали свободу».
Через несколько месяцев, в сентябре 1966 года в УК РСФСР был внесена статья 190-3: «Организация или активное участии в групповых действиях, грубо нарушающих общественный порядок, или сопряженных с явным неповиновением законным требованиям представителей власти, или повлекших нарушение работы транспорта, государственных общественных учреждений или предприятий». Наказание - 3 года заключения. Кроме демонстрантов, под статью подпадали участники забастовок.